# Ascaló
Ascaló (hebreu: אשקלון, Ashkelon‎; àrab: عسقلان, ʿAsqalān) és una ciutat moderna d'Israel i antigament fou una ciutat cananea, una de les cinc ciutats dels filisteus a la costa de la mar Mediterrània i un centre comercial fenici. La ciutat moderna tenia en 2011 uns 117.400 habitants i és la vuitena ciutat d'Israel. D'una suposada expressió de Mahoma, la ciutat fou anomenada antigament «la núvia de Síria» (arús aix-Xams), però modernament aquest qualificatiu ha caigut en desús.
Inicialment fou una ciutat dels cananeus que comerciava activament a la Mediterrània. Vers el 1850 aC es van construir les seves muralles de 25 metres d'alt i 2 km de perímetre. Una necròpolis de l'època s'ha trobat a les excavacions. Després del segle xv aC va ser tributària d'Egipte. Fou ocupada poc després del 1200 aC pels filisteus i els següents sis-cents anys fou una de les cinc ciutats de la Pentàpolis filistea. Va estar amb guerra amb els hebreus però va conservar la seva independència. El 701 aC es va sotmetre a Assíria i es va revoltar algunes vegades, amb ajut egipci. El govern local filisteu fou eliminat el 601 aC per Nabucodonosor però la ciutat va continuar existint. Els grecs deixen constància del culte a Derketo (Astarte). En enfonsar-se el regne babiloni davant els perses, el fenicis es van establir a la ciutat que va tornar a ser un actiu centre comercial.
Va passar als macedonis amb Alexandre el Gran, i a la seva mort fou dominada pels Ptolemeus i els selèucides. Amb la independència d'Israel va restar en mans d'Egipte. Com que hi vivien molts jueus i Herodes el Gran havia nascut a la ciutat, hi va construir uns banys, fonts i columnes. A la seva mort fou donada a la seva germana Salomé. Més tard va passar a Roma i durant les guerres amb els romans la població jueva fou massacrada. Durant el període romà portà el nom de Oppido Ascalo liberum.
Fou seu d'un bisbat des del 351 fins vers el 930. Amr ibn al-As la va ocupar segurament per un temps a l'entorn del 638, però la conquesta definitiva no fou fins al 640, després de la conquesta de Cesarea de Palestina (en àrab Kaysariyya). Fou recuperada pels romans d'Orient en temps d'Ibn az-Zubayr vers el 682. El 685, després de la segona i definitiva conquesta fou reconstruïda per Abd-al-Màlik ibn Marwan (685–705). Va passar a la dinastia fatimita el 969 que la va conservar quan van perdre la resta de Palestina i Síria enfront dels seljúcides, encara que la vila va tenir uns governants locals autònoms.
El 1099 l'exèrcit fatimita que es retirava de Jerusalem, va entrar a la ciutat, i semblava que cauria en mans dels croats; a la seva rodalia es va lliurar la batalla d'Ascaló, guanyada pels croats als fatimites, però la ciutat no fou ocupada pels francs per les seves dissensions internes. En endavant fou vila fronterera. El 1134 la conquesta de Tir pels croats la va fer vulnerable. El 1150 els musulmans la van fortificar amb 53 torres però això no va impedir la seva conquesta pels croats dirigits per Balduí III de Jerusalem el 1153 després d'un mes de setge total i sis mesos més d'atac; llavors fou incorporada al comtat de Jaffa. Saladí la va reconquerir després de la batalla de Hattin el 4 de juliol de 1187, però quatre anys després els croats de la Tercera Croada, després de la batalla d'Arsuf, la van reconquerir tot i que les fortificacions ja havien estat destruïdes abans de ser abandona; els habitants musulmans van haver de marxar a Egipte i a Síria i els cristians a Jerusalem. Ricard Cor de Lleó hi va entrar sense resistència el gener del 1192 i va construir una fortalesa a les ruïnes però pel tractat amb Saladí d'agost/setembre del mateix any, va haver de ser demolida altre cop.
Uns anys després les rivalitats entre As-Salih Ayyub d'Egipte (1240-1249) i al-Salih Ismail de Damasc (1237, 1239-1245) van facilitar la represa completa i l'establiment d'una guarnició d'Hospitalaris; un atac egipci fou rebutjat per aquests el 1244, però després de la batalla de Gaza el 17 d'octubre de 1244 va quedar bloquejada sense poder esperar socors i es va rendir el 1247 a Fakhr al-Din Yusuf ibn al-Shaykh. Fou finalment arrasada pel sultà mameluc d'Egipte Bàybars I el 1270 que va destruir diverses viles de la costa per impedir l'accés a aquestes dels croats.. Va restar en ruïnes fins a temps moderns.
La ciutat àrab de Migdal o Al-Majdal (àrab: المجدل, al-Majdal; hebreu: אל-מג'דל‎) que ocupava el lloc de l'antiga Ascaló, fou ocupada el 1948 pels egipcis però reconquerida pels jueus dirigits pel general Yigal Al·lon el 4 de novembre del mateix any, i en els següents mesos els residents àrabs van ser expulsats i només restaven 20 famílies l'octubre de 1950. El juny de 1949 es va decidir que la ciutat despoblada seria repoblada i s'establiria un centre urbà regional de vint mil habitants amb emigrants jueus i soldats desmobilitzats. Des del juliol es va començar el repoblament i a final d'any ja hi vivien més de dos mil jueus. El nom inicial fou Migdal Gaza i després Migdal Gad i el 1950 Migdal Ashqelon. El 1952 els jueus sud-africans van fundar molt prop la ciutat d'Afridar que el 1953 fou incorporat a Migdal Ashqelon que va rebre el nom d'Ashquelon. Les ruïnes foren declarades parc nacional. Va arribar al 24.000 habitants el 1961. El 2005 es va obrir a la ciutat la dessaladora més gran del món.